# Ardisia byrsonimae
Ardisia byrsonimae é uma espécie de planta da família Myrsinaceae. É endêmica da Jamaica.